# 李如平
李如平（1941年—2024年2月2日），中国国家话剧院一级演员，享受国务院政府特殊津贴。
曾在《大风歌》等二十多部话剧中扮演主要角色。在《唐明皇》《康熙大帝》等多部影视剧中扮演角色。

## 电视剧
- 《康熙王朝》 (2000) .... 班布尔善
- 《康熙微服私访记》 (1998) .... 洪原道
- 《武则天》 (1995) .... 许敬宗
- 《唐明皇》 (1992) .... 高力士

## 电影
- 杨贵妃 (1992) .... 高力士
- 袁氏遗产案 (1989) .... 袁亦方
- 金色的梦 (1985) .... 华达
- 嫌疑犯 (1985) .... 陈风